# Prasler Thomas Michel
Prasler Thomas Michel (Szatmárnémeti, 1989. május 16. –) erdélyi származású német és magyar állampolgársággal rendelkező labdarúgó. Jelenleg a Vác FC csapatában játszik.

## Pályafutása

### Magyarország
2014 februárjában írt alá a Békéscsaba csapatához. Letette a magyar állampolgárságot, így magyar játékosként került a csabaiak keretébe.  Első (és második) gólját a Ceglédi VSE ellen szerezte egy 2-7 idegenbeli győzelem során. Első szezonjában 14 mérkőzésen lépett pályára 12 alkalommal kezdőként, kétszer csereként és 4 gólt és 3 gólpasszt szerzett.